# Thomas Kempe
Thomas Kempe (ur. 17 marca 1960 w Voerde (Niederrhein)) – niemiecki piłkarz. Rozegrał 391 meczów Bundeslidze. Jego synowie, Dennis i Tobias, są zawodwymi piłkarzami.

## Kariera
Thomas Kempe rozpoczynał karierę w swoim rodzinnym mieście, w klubie TV Voerde.
W 1979 przeniósł się do MSV Duisburg, z którym 11 sierpnia 1979 zadebiutował w Bundeslidze. W tym samym meczu strzelił swojego pierwszego gola, pokonując w 50' bramkarza VfB Stuttgart Helmuta Roledera. Na koniec sezonu piłkarze z Duisburga uplasowali się na czternastym miejscu w tabeli, a Kempe zakończył rozgrywki grając w 31 meczach i strzelając 6 goli. W kolejnych sezonach klub Thomasa zajmował dwunaste i osiemnaste (ostatnie) miejsce w klasyfikacji końcowej, a Kempe w 1982 podpisał kontrakt z VfB Stuttgart.
20 sierpnia 1982 zadebiutował w nowej drużynie meczem z Borussią Dortmund. Kempe wraz z kolegami zajął trzecie miejsce w Bundeslidze, co dało im przepustkę do gry w Pucharze UEFA, gdzie zostali wyeliminowani już w 1/32 finału przez Lewskiego Sofia (Kempe wystąpił w obu spotkaniach). W następnym sezonie Kempe zagrał jedynie w trzynastu spotkaniach ligowych, a piłkarze ze Stuttgartu zostali mistrzami Niemiec. Wynik ten pozwolił im na udział w Pucharze Europy, gdzie w pierwszej rundzie znów odpadli w dwumeczu przeciwko Lewskiemu (Thomas Kempe ponownie grał w obu meczach przeciwko Bułgarom). Rozgrywki Bundesligi w sezonie 1984/1985 VfB Stuttgart zakończył plasując się na dziesiątej lokacie, zaś Kempe odszedł do VfL Bochum.
W nowym klubie zadebiutował 10 sierpnia 1985 w wygranym 1-0 meczu przeciwko 1. FC Nürnberg. Największym jego sukcesem w drużynie z Bochum było osiągnięcie finału Pucharu Niemiec w roku 1988. W sezonie 1989/1990 VfL Bochum zajęło szesnastą pozycję w tabeli i o utrzymanie musiało walczyć w barażach przeciwko 1. FC Saarbrücken. Kempe zagrał w obu meczach przez pełne 90 minut, a jego drużyna wygrała w dwumeczu 2-1 i pozostała w Bundeslidze. Ostatni mecz w karierze Thomas Kempe rozegrał 5 czerwca 1993. Później jeszcze przez rok znajdował się w kadrze zespołu, ale nie wystąpił już w żadnym oficjalnym spotkaniu.

## Statystyki
| Sezon     | Klub          | Kraj   | Rozgrywki             | Mecze | Bramki |
| --------- | ------------- | ------ | --------------------- | ----- | ------ |
| 1979/1980 | MSV Duisburg  | Niemcy | Bundesliga            | 31    | 6      |
| 1980/1981 | MSV Duisburg  | Niemcy | Bundesliga            | 26    | 3      |
| 1981/1982 | MSV Duisburg  | Niemcy | Bundesliga            | 31    | 4      |
| 1982/1983 | VfB Stuttgart | Niemcy | Bundesliga            | 30    | 7      |
| 1983/1984 | VfB Stuttgart | Niemcy | Bundesliga            | 13    | 1      |
| 1984/1985 | VfB Stuttgart | Niemcy | Bundesliga            | 26    | 5      |
| 1985/1986 | VfL Bochum    | Niemcy | Bundesliga            | 31    | 3      |
| 1986/1987 | VfL Bochum    | Niemcy | Bundesliga            | 32    | 2      |
| 1987/1988 | VfL Bochum    | Niemcy | Bundesliga            | 29    | 2      |
| 1988/1989 | VfL Bochum    | Niemcy | Bundesliga            | 25    | 1      |
| 1989/1990 | VfL Bochum    | Niemcy | Bundesliga            | 30    | 3      |
| 1990/1991 | VfL Bochum    | Niemcy | Bundesliga            | 27    | 3      |
| 1991/1992 | VfL Bochum    | Niemcy | Bundesliga            | 28    | 1      |
| 1992/1993 | VfL Bochum    | Niemcy | Bundesliga            | 32    | 1      |
| 1993/1994 | VfL Bochum    | Niemcy | Bundesliga            | 0     | 0      |
|           |               |        | Łącznie w Bundeslidze | 391   | 42     |